# Devil-Linux
Devil-Linuxは、ファイアウォール、ルータ、サーバー用を指向するLinuxディストリビューションの一つである。
そもそもはファイアウォール、ルータに特化したものであったが、次第にサーバー用機能を追加していった。
Linux from Scratchからカーネルが作られており、grsecurityパッチ、iptables(ファイアウォール)、snort(侵入検知システム)などを標準搭載し、セキュリティ面を重要視している。
GUIは搭載しないので、直接コンソールを使用する、もしくは標準搭載されているSSHへのログイン、またはwebminを操作に使用する。
また、CDもしくはUSBから完全な機能を持って起動し、USBメモリ等に設定を書き出してHDDレスでの運用も可能である。
2018年1月に開発の終了が発表された。